# Drizzona
Drizzona (lombardul: La Drisùna) település Olaszországban, Lombardia régióban, Cremona megyében. Lakosainak száma 579 fő (2018. január 1.). Drizzona Canneto sull’Oglio, Isola Dovarese, Torre de’ Picenardi, Voltido és Piadena községekkel határos.

## Népesség
A település lakossága az elmúlt években az alábbi módon változott:
| Lakosok száma | 554  | 566  | 579  |
|               | 2013 | 2017 | 2018 |